# زن آب (فیلم ۲۰۰۲)
زن آب فیلمی به کارگردانی هیدنوری سوگیموری محصول سال ۲۰۰۲ در ژاپن است. این فیلم به پنجاه و نهمین جشنواره بین‌المللی فیلم ونیز برای هفته منتقدان دعوت شد.

## داستان
این فیلم دربارهٔ دختری است که هر زمان که اتفاق مهمی در زندگی او رخ می‌دهد، باران می‌بارد چرا که او مظهر آب است. او با مردی آشنا می‌شود که به نوعی مظهر آتش است و ارتباط عجیبی با هم بر قرار می‌کنند.